# Anastoechus turkmenorum
Anastoechus turkmenorum är en tvåvingeart som beskrevs av Paramonov 1930. Anastoechus turkmenorum ingår i släktet Anastoechus och familjen svävflugor. Inga underarter finns listade i Catalogue of Life.